# Gilwell Ada's Hoeve
Gilwell Ada's Hoeve is een labelterrein van Scouting Nederland in het Overijsselse Ommen. Het is gelegen op de plek waar de rivieren Regge en Vecht samenkomen. Het terrein draagt de naam van de uit de 19e eeuw stammende boerderij op het terrein.

## Geschiedenis

### Boerderij Ada's Hoeve
Op 8 september 1853 werd de eerste steen van de boerderij Ada's Hoeve gelegd door Ada Gravin van Rechteren van Appeltern. In 1911 werd de boerderij gekocht door Baron Rudolph van Pallandt van Eerde waarmee het onderdeel werd van Landgoed Eerde.

### Kampeerterrein
Na het overlijden van Baron Rudolph van Pallandt van Eerde in 1913 liet hij zijn neef Philip van Pallandt landgoed Eerde na. Philip was leider bij de toen pas opgerichte padvindersbeweging en besloot zijn landgoed open te stellen voor kampeerders.
Vanaf het najaar van 1922 werd het terrein rondom de boerderij speciaal gereserveerd voor de padvinderij en op 9 juli 1923 werd de officiële opening van Gilwell Ada's Hoeve verricht door hoofdverkenner Jean Jacques Rambonnet.
Het terrein, met boerderij, werd in 1935 in eigendom overgedaan naar De Nederlandsche Padvinders (NPV). In 1973, na de fusie van de vier padvindersverenigingen in Nederland ging dit eigendom over naar Scouting Nederland.

### 100-jarig bestaan
Op 23 september 2023 werd het 100-jarig bestaan van zowel de Gilwellcursus in Nederland als Ada's Hoeve gevierd met een grote reünie. Scouting Nederland bood een nieuwe vlag en vlaggenmast aan. Het voorveld (niet de officiële naam) werd hernoemd naar 'Van Pallandt'. Het nieuwe naambord werd aan de kampstaf overgedragen door drie kleinkinderen van Philip van Pallandt.

## Het terrein
Gilwell Ada's Hoeve biedt plaats aan 600 kampeerders en is daarmee een van de grootste Nederlandse terreinen van Scouting Nederland. Het beslaat 45 hectare en bestaat uit een bosgebied met 25 kampeervelden, een binnenaccommodatie en twee trekkershutten.
Op het terrein is verder een grote kampvuurkuil waarin tot 700 mensen om een kampvuur kunnen zitten. Een verdere bijzonderheid is een 13,65 meter hoge totempaal die in 1960 is geschonken door Scouts uit Singapore.

### Rambonnethuis
Met gelden die de Padvinderij had ontvangen ter compensatie voor het feit dat de vereniging tijdens de Tweede Wereldoorlog verboden was werd op het terrein een groepsgebouw neergezet. Op 28 augustus 1948 werd het gebouw, genoemd naar hoofdverkenner Rambonnet geopend. Het Rambonnethuis werd ontworpen door de Amersfoortse architect David Zuiderhoek en werd gezien als model troephuis. Bijzonderheid aan het Rambonetthuis was de open haard. Hierin was het mogelijk om zowel binnen als buiten te stoken waardoor deze tevens als kampvuurkuil te gebruiken was.
Op 19 maart 1993 brandde het, inmiddels zwaar verouderde, Rambonnethuis geheel af.

### Het Jamboreehuis
Op de plaats waar tot 1993 het Rambonetthuis stond is in 1996 het Jamboreehuis neergezet. Dit gebouw deed in 1995 dienst als hoofdkwartier tijdens de 18e Wereldjamboree gehouden in Dronten gehouden. Na afloop van de Jamboree is het hoofdkwartier in delen verhuisd van Dronten naar Ommen en daar, met enkele aanpassingen, weer herbouwd en kreeg het de naam Jamboreehuis.

## Landelijke Scoutingwedstrijden
Ada's Hoeve was vanaf 1925 de locatie waar jaarlijks tijdens het Pinksterweekend de Landelijke Scoutingwedstrijden werden georganiseerd door eerst De Nederlandsche Padvinders en later Scouting Nederland. In 1990 kwam na 65 jaar een einde aan deze traditie omdat werd besloten de wedstrijden voortaan te houden op Scoutcentrum Buitenzorg in Baarn.

## Pooltochten
De Pooltochten is een regionaal vierdaags scoutingevenement dat sinds 1972 jaarlijks op Ada’s Hoeve wordt georganiseerd. Jeugdleden van groepen uit de Regio Overijsselse Vechtstreek kunnen deelnemen aan zes verschillende hikes die oplopen in moeilijkheidsgraad. De deelnemers lopen de hikes in een tweetal (koppel) of drietal (troppel).
De gemakkelijkste hike is de A-Hike en wordt gebruikelijk gelopen door scouts van 11 of 12 jaar oud. Gezelligheid, sport en spel en het aanleren van basale kampeer- en wandeltechnieken bepalen het programma. De F-Hike is de zwaarste hike. De deelnemers van deze hike lopen in korte tijd meer dan 100 kilometer. Hun bagage dragen ze in een opgerold zeiltje of opgeknoopte overal op hun rug. Dit wordt een berenlul genoemd. Slapen en koken gebeurt primitief met minimale middelen.
De Pooltochten beginnen op de woensdagavond van de herfstvakantie met een gezamenlijke opening waarna de verschillende hikes hun eigen programma opstarten. Op vrijdagavond zijn alle deelnemers weer terug op Ada’s Hoeve waarna er een gezamenlijke bonte avond plaatsvindt bij een groot kampvuur. Op zaterdagochtend is de sluiting en krijgen alle deelnemers die de hike succesvol hebben afgerond een insigne dat ze op hun linkerarm mogen dragen.

## Gilwell Leiderstraining

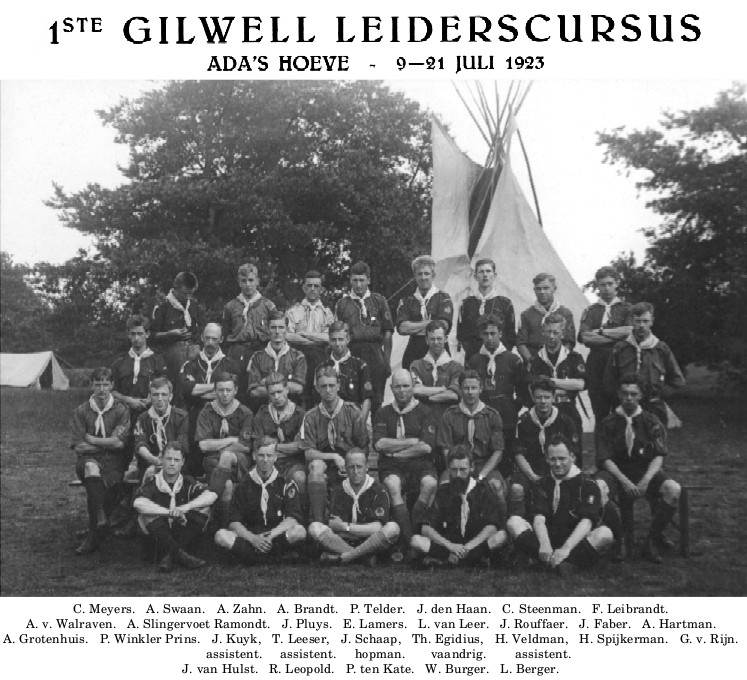
Groepsfoto eerste Gilwelltraining.

Vanaf 1923 werden de Gilwell-leiderstrainingen op Ada's Hoeve gegeven.